# Clathrodrillia
Clathrodrillia é um gênero de gastrópodes pertencente à família Drilliidae.

## Espécies
- Clathrodrillia allyniana (Hertlein & Strong, 1951).[2]
- Clathrodrillia berryi (McLean & Poorman, 1971).[3]
- Clathrodrillia callianira Dall, 1919.
- Clathrodrillia colombiana Fallon, 2016.
- Clathrodrillia dautzenbergi (Tippett, 1995).[4]
- Clathrodrillia dolana Dall, 1927.
- Clathrodrillia flavidula (Lamarck, 1822).[5]
- Clathrodrillia garciai Fallon, 2016.
- Clathrodrillia gibbosa (Born, 1778).[6]
- Clathrodrillia guadeloupensis Fallon, 2016.
- Clathrodrillia inimica Dall, 1927.[7]
- †Clathrodrillia kutaiana Beets, 1985
- Clathrodrillia lophoessa (Watson, 1882).[8]
- Clathrodrillia marissae Fallon, 2016.
- Clathrodrillia orellana Dall, 1927.[9]
- Clathrodrillia parva Fallon, 2016.
- Clathrodrillia petuchi (Tippett, 1995).[10]
- Clathrodrillia rubrofasciata Fallon, 2016.
- Clathrodrillia salvadorica (Hertlein & Strong, 1951).[11]
- Clathrodrillia solida (Adams C. B., 1850).[12]
- Clathrodrillia tryoni (Dall, 1889).
- Clathrodrillia vezzaronellyae Cossignani, 2019
- Clathrodrillia walteri (Smith M., 1946).[13]
- Clathrodrillia wolfei (Tippett, 1995).

Espécies trazidas para a sinonímia
- Clathrodrillia aenone (Dall, 1919): sinônimo de Pyrgospira obeliscus (Reeve, 1845).
- Clathrodrillia albicoma (Dall, 1889):[14] sinônimo de Neodrillia albicoma (Dall, 1889).
- Clathrodrillia albinodata auct. non Reeve, 1846: sinônimo de Pilsbryspira nodata (C. B. Adams, 1850).
- Clathrodrillia alcestis Dall, 1919: sinônimo de Compsodrillia alcestis (Dall, 1919)
- Clathrodrillia alcmene Dall, 1919: sinônimo de Calliclava alcmene (Dall, 1919)
- Clathrodrillia alcyone Dall, 1919: sinônimo de Kylix alcyone (Dall, 1919)
- Clathrodrillia andromeda Dall, 1919: sinônimo de Hindsiclava andromeda (Dall, 1919)
- Clathrodrillia bicarinata Shasky, 1961 sinônimo de Compsodrillia bicarinata (Shasky, 1961)
- Clathrodrillia blakensis (Tippett, 2007): sinônimo de Neodrillia blakensis (Tippett, 2007)
- Clathrodrillia castianira Dall, 1919: sinônimo de Crockerella castianira (Dall, 1919)
- Clathrodrillia chaaci (Espinosa & Rolan, 1995):[15] sinônimo de Fenimorea chaaci (Espinosa & Rolán, 1995)
- Clathrodrillia connelli (Kilburn, 1988):[16] sinônimo de Drillia connelli Kilburn, 1988
- Clathrodrillia fanoa Dall, 1927: sinônimo de Compsodrillia fanoa (Dall, 1927)
- Clathrodrillia fuscescens Reeve, 1843: sinônimo de Crassispira fuscescens (Reeve, 1843)
- Clathrodrillia haliplexa Dall, 1919: sinônimo de Compsodrillia haliplexa (Dall, 1919)
- Clathrodrillia halis Dall, 1919: sinônimo de Carinodrillia halis (Dall, 1919)
- Clathrodrillia interpleura (Dall & Simpson, 1901):[17] sinônimo de Buchema interpleura (Dall & Simpson, 1901)
- Clathrodrillia limans Dall, 1919: sinônimo de Crassispira pellisphocae (Reeve, 1845)
- † Clathrodrillia mareana Weisbord, 1962: sinônimo de Clathrodrillia gibbosa (Born, 1778)
- Clathrodrillia minor (Dautzenberg, 1900): sinônimo de Clathrodrillia dautzenbergi (Tippett, 1995)
- Clathrodrillia ostrearum Stearns, 1872: sinônimo de Pyrgospira ostrearum (Stearns, 1872)
- Clathrodrillia paria (Reeve, 1846):[18] sinônimo de Fenimorea paria (Reeve, 1846)
- Clathrodrillia paziana Dall, 1919: sinônimo de Kylix paziana (Dall, 1919)
- Clathrodrillia pentagonalis Dall, 1889: sinônimo de Bellaspira pentagonalis (Dall, 1889)
- Clathrodrillia ponciana (Dall & Simpson, 1901):[19] sinônimo de Crassispira nigrescens (C. B. Adams, 1845)
- Clathrodrillia resina (Dall, 1908): sinônimo de Hindsiclava resina (Dall, 1908)
- Clathrodrillia thestia Dall, 1919: sinônimo de Compsodrillia thestia (Dall, 1919)
- Clathrodrillia tholoides Watson, 1882: sinônimo de Kryptos tholoides (Watson, 1882)